# Gerhard Mayer-Vorfelder
Gerhard Mayer-Vorfelder   (Mannheim, 3 de març de 1933 - Stuttgart, 17 d'agost de 2015), sovint anomenat  "MV", fou el Vicepresident de la Unió d'Associacions de Futbol europeu (UEFA). Previ a la seva carrera a la UEFA, Mayer-Vorfelder va ser un polític de la Unió Democràtica cristiana d'Alemanya, i va servir en el gabinet estatal de Baden-Württemberg de 1976 a 1998. Després fou el president del club de futbol alemany VfB Stuttgart i de l'Associació de Futbol alemanya.